# Mathieu d'Alsace
Pour les articles homonymes, voir Alsace (homonymie).
Mathieu d'Alsace, né vers 1137 et mort en 1173, fut comte de Boulogne de 1159 à 1173. Il est le deuxième fils de Thierry d'Alsace et de Sibylle d'Anjou.

## Biographie
En 1159, il enleva l’héritière du comté de Boulogne, Marie, abbesse de Romsey en Angleterre, et l’épousa, devenant ainsi comte de Boulogne. De cette relation conjugale mouvementée naquirent deux filles, Ide et Mathilde. Le pape Alexandre III ne resta pas impassible devant cette situation, d’autant que Mathieu et les Boulonnais réclamaient la création d’un siège épiscopal à Boulogne. Le refus du pape, puis la réaction du couple comtal entraînèrent leur excommunication en 1162, puis à la mise sous interdit du comté, sans engendrer aucun émoi particulier à Boulogne. L’intervention de Thierry d’Alsace, son père, et de son frère Philippe, qui durent l’exclure de la succession au comté de Flandre, ne fit pas plus évoluer la situation… C’est finalement l’intervention de l’empereur Frédéric au cours d’un banquet qui aurait mis un terme au scandale. L’empereur reprocha à Mathieu le désespoir de son père qui, pour lui, causa sa mort, et l’accumulation des scandales spirituels qui marquaient sa vie. Mathieu céda et Marie reprit le voile à l'abbaye Sainte-Austreberte de Montreuil, en 1169.
Le fils de Henri II Plantagenêt, Henri le Jeune alors en rébellion contre son père, lui donna des terres en Angleterre et en Normandie.
Après la répudiation de Marie, Mathieu cependant garda le comté. Il profita de son célibat (fort opportun…) pour épouser Éléonore de Vermandois, sœur de la comtesse de Flandre, Elisabeth, et veuve de Guillaume IV de Nevers. Philippe d’Alsace, son frère, sans héritier direct, espérait ainsi voir conserver à la Flandre le Vermandois. Mais le couple n’eut pas d’enfant. Mathieu remit le comté de Boulogne en tutelle à Philippe en 1173, et mourut peu après dans une embuscade, devant Driencourt près de Neufchâtel-en-Bray en participant aux luttes entre Louis VII et Henri II Plantagenêt en combattant les troupes de son père. 
En 1172, il fit construire le château d'Étaples sur un terrain concédé par l'abbaye de Saint-Josse.
Il avait fondé Calais. Il laissait de Marie deux filles :
- Ide, qui lui succéda et
- Mathilde, mariée à Henri Ier de Brabant et dont les descendants se virent attribuer l'héritage du comté de Boulogne par jugement du Parlement de Paris (1260-1262).

Le gisant de Mathieu d'Alsace est visible au musée de Boulogne-sur-Mer.

### Sources et bibliographie
- Alain Lottin, Histoire de Boulogne-sur-Mer [détail des éditions].